# میروت
میروت (به انگلیسی: Merath) با جمعیت ۱٫۳۶۵٫۰۸۶ نفر در ایالت اوتار پرادش در کشور هند واقع شده‌است.